# Castillo de Crussol

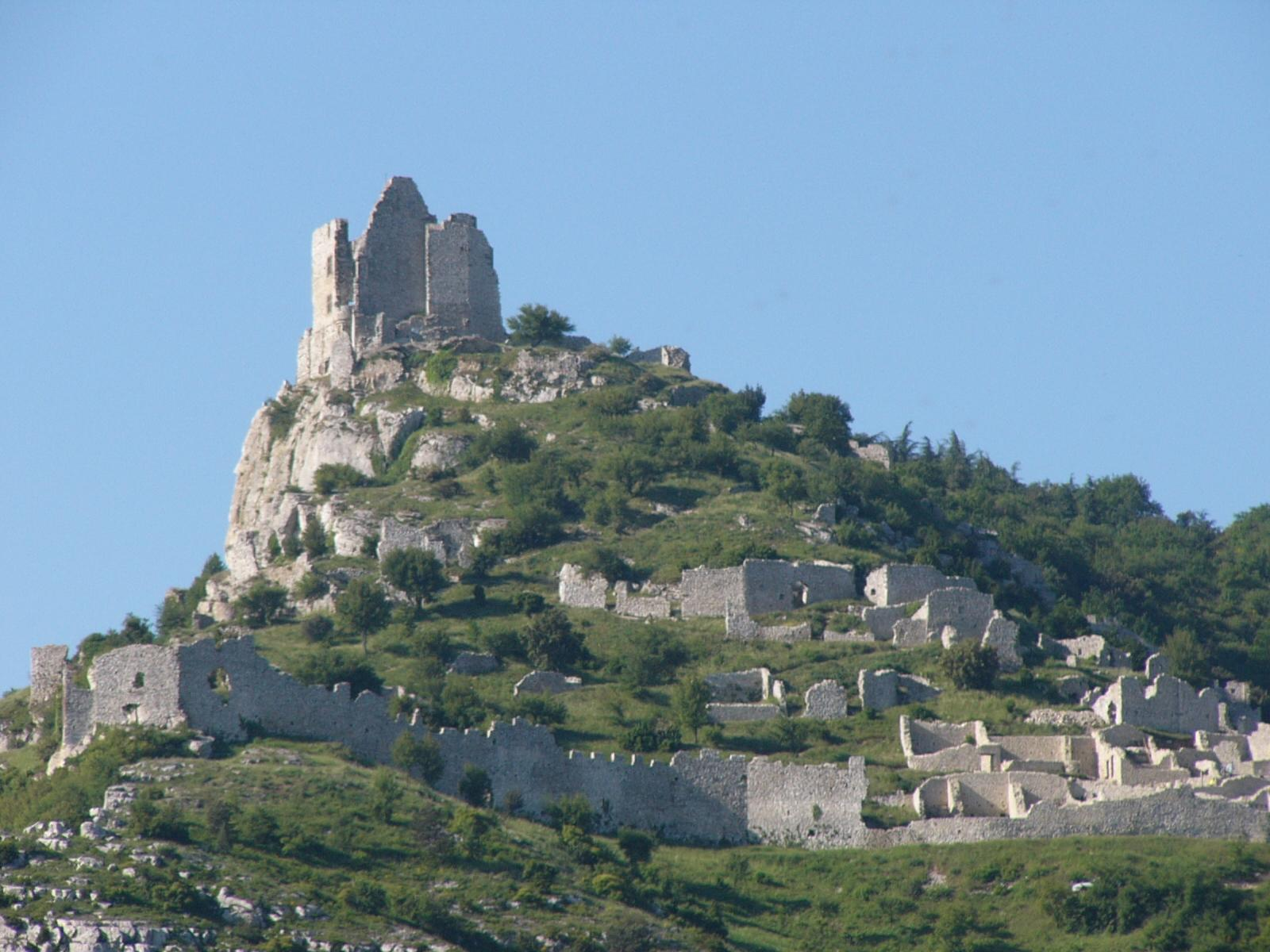
Castillo de Crussol.

El castillo de Crussol es un castillo en ruinas, edificado con piedra caliza, del siglo XIII. Situado en la comuna de Saint-Péray dominando visulmente el valle del río Rodano, justo en frente de Valence en el departamento  de Ardèche, región de Ródano-Alpes en Francia. 
Localizado sobre el pico de la colina de Crussol, en el borde de un acantilado de más de 200 metros de altura sobre el llano que rodea el castillo de Saint-Péray en el oeste, y Guilherand-Granges y Valence al este. Cuenta con cerca de 3 hectáreas, incluida la Villette, una pequeña aldea de aproximadamente un centenar de casas, y el propio castillo en la cima de la colina, rodeados por murallas.